# 四湾岛
四湾岛是位於馬來西亞柔佛州哥打丁宜县的漁村。
在二次大戰期間，英國曾在此建立碉堡以監視海岸。

## 交通
- 從新加坡樟宜村直接搭船抵達